# 銀河間空間

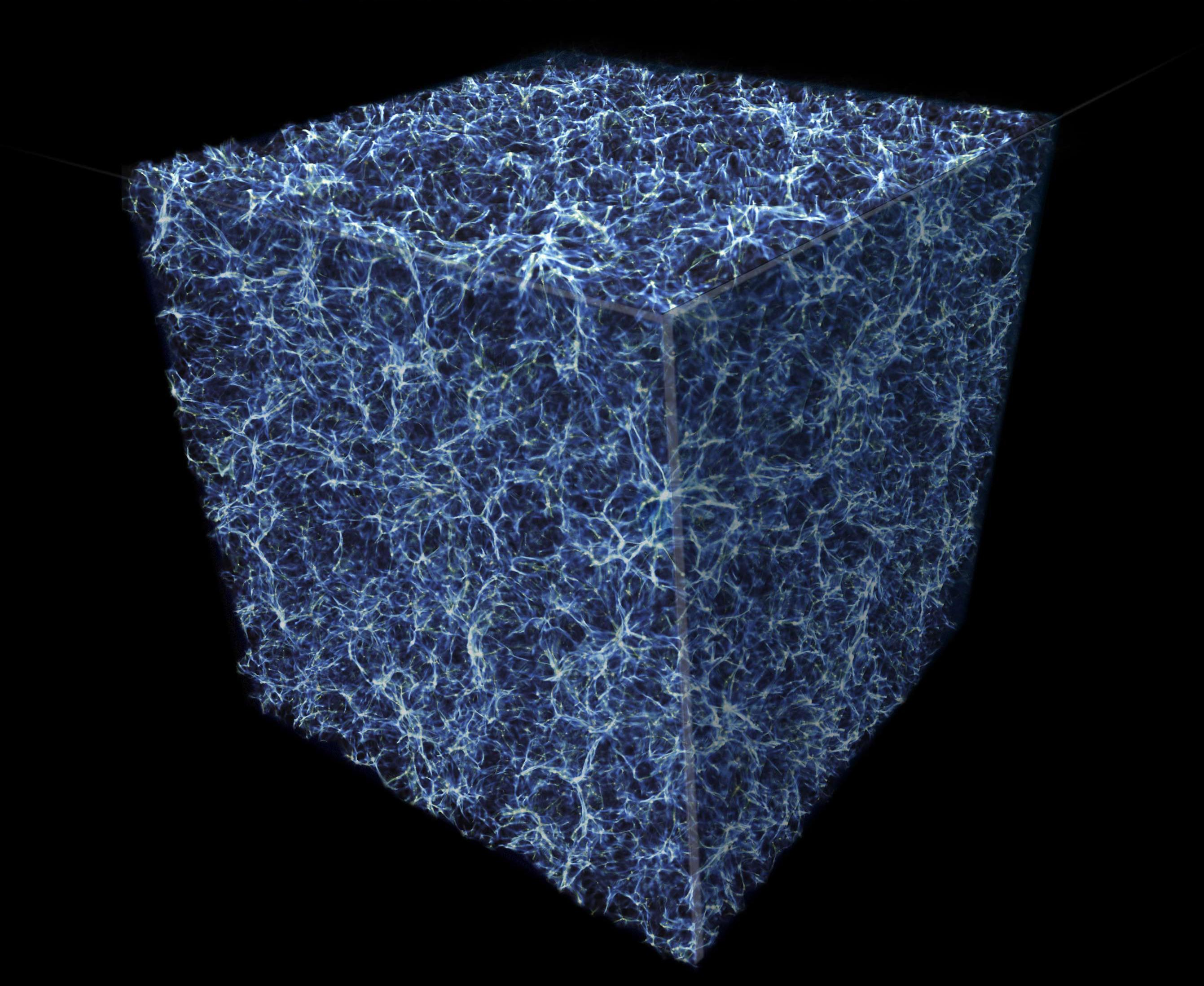
立方体中に再現された宇宙の大規模物質分布。青いフィラメント（繊維）構造が物質の存在を示し、黒い空間はボイド（超空洞）を示している。

銀河間空間（英: intergalactic space）とは銀河と銀河の間の空間である。宇宙の大規模構造に関する研究によれば、宇宙は泡状の構造になっている。銀河の集団である銀河団・超銀河団は銀河フィラメントと呼ばれる繊維状に並んでおり、空間全体の十分の一程度を占めている。残りの空間は超空洞またはボイドと呼ばれる巨大な空洞で占められており、この部分にはほぼ銀河は存在しない。典型的な超空洞の幅は700万～3000万パーセク（2300万光年～9800万光年）に達する。

## 概略
希薄なプラズマが、銀河の周囲を取り巻くとともに、銀河と銀河の間に伸びるように分布している。この物質は銀河フィラメントの構造に組み込まれており、銀河間物質（IGM）と呼ばれている。その密度は宇宙の平均密度の5～200倍で、大半はイオン化した水素、つまり同数の電子と陽子で構成されたプラズマである。
銀河間物質の「温度」は105 K～107 K（10万度～1000万度）で、ガスがボイドから銀河間空間に「落ちて」くると、この熱エネルギーによって水素原子から電子が解放されてイオン化する。このプラズマは、地球上の基準で言えば超高温と言えるが、天文学的尺度に基づき、中高温銀河間物質(WHIM)と呼ばれている。
コンピューターシミュレーションと観測の結果から、宇宙に存在する原子の質量のうちの半分がこのような希薄な状態で存在する可能性があることが分かった。ガスがフィラメント構造のWHIMから銀河団に落ちると、 銀河団ガス (ICM)と呼ばれるようになる。ICMはさらに高温であり、その温度は108 K（1億度）かそれ以上に達する。